# کلی چیاوارو
کلی چیاوارو (انگلیسی: Kelly Chiavaro؛ زادهٔ ۳ ژوئیهٔ ۱۹۹۶) بازیکن فوتبال اهل کانادا است.
از باشگاه‌هایی که کلی چیاوارو سابقه بازی یا عضویت در آن‌ها را دارد می‌توان به باشگاه فوتبال زنان سانتوس، بوتافوگو و فلامینگو از کشور برزیل و باشگاه فوتبال زنان ناپولی از کشور ایتالیا اشاره کرد.
چیاوارو تابعیت دوگانه کشورهای ایتالیا و کانادا را دارد و همچنین در تیم ملی فوتبال ساحلی ایتالیا بازی کرده است.

## زندگی اولیه
کلی چیاوارو فوتبال جوانان را با ای‌اس بلنویل و لیک شور اس‌سی بازی کرد.

## دوران دانشگاهی
در سال ۲۰۱۶، چیاوارو به تیم کولگیت رایدرز در ایالات متحده پیوست. چیاوارو در طول چهار سال حضور خود در دانشگاه کولگیت در ۶۵ بازی به میدان رفت و ۲۷۰ ضربه را مهار کرد و ۱۷ کلین شیت ثبت نمود. در سال جوانان خود در ۲۰۱۸، او به عنوان دروازه‌بان سال لیگ پاتریوت انتخاب شد.

## دوران باشگاهی
در سال‌های ۲۰۱۸ و ۲۰۱۹، او برای باشگاه فوتبال زنان ای‌اس بلنویل در لیگ برتر فوتبال کبک بازی کرد. در طی مدت عضویت در این باشگاه کانادایی، در جریان مسابقات لیگ حرفه‌ای، ۱۵ مرتبه از چارچوب دروازه باشگاه فوتبال زنان بلنویل حراست کرد.
در سال ۲۰۲۰، چیاوارو با باشگاه فوتبال زنان مکابی عیمق حفر در لیگ برتر فوتبال زنان اسرائیل قرارداد امضا کرد و توانست ۷ بار برای این تیم در زمین مسابقه حاضر شود.
در سال ۲۰۲۱، او به کشور ایتالیا رفت و باشگاه فوتبال زنان ناپولی پیوست که در سری آ زنان ایتالیا بازی می‌کند. نکته جالب اینجا بود که در زنان عضویت در باشگاه فوتبال زنان ناپولی، او بیشتر در نقش گلر ذخیره ظاهر شد و در مسابقات لیگی راهی به چارچوب تیمش نیافت اما توفیقاتش در رشته فوتبال ساحلی در این ایام بیشتر بود.
در سال ۲۰۲۲، چیاوارو با باشگاه فوتبال زنان فلامینگو در لیگ برتر فوتبال زنان برزیل قرارداد امضا کرد. در ۱۳ آوریل ۲۰۲۳ اعلام شد که چیاوارو با باشگاه فوتبال زنان بوتافوگو در لیگ دسته دوم فوتبال زنان برزیل قرارداد امضا کرده است.
در ۱۱ ژانویه ۲۰۲۴، چیاوارو به باشگاه فوتبال زنان سانتوس در لیگ برتر فوتبال زنان برزیل پیوست. او که در بیشتر سال به عنوان ذخیره کارن هیپولیتو بازی می‌کرد، در ۲۳ ژانویه ۲۰۲۵ پس از فسخ قراردادش از این باشگاه جدا شد. او در بیانیه‌ای در شبکه‌های اجتماعی خود ادعا کرد که در دوران حضورش در این باشگاه شاهد چندین مورد سوء استفاده کلامی و آزار بوده است. او همچنین گفت که «باشگاه از این وقایع مطلع بود اما هیچ اقدامی انجام نداد».

## دوران ملی
چیاوارو دارای تابعیت دوگانه کانادایی و ایتالیایی است. در سال ۲۰۲۲ در حالی که برای ناپولی بازی می‌کرد، به تیم ملی فوتبال ساحلی زنان ایتالیا دعوت شد. او در جام اروپای فوتبال ساحلی که در نازاره، پرتغال برگزار شد، شرکت کرد.

## زندگی شخصی
چیاوارو با بازیکن فوتبال آرژانتینی سوله خایمز در رابطه است. این دو در ایتالیا و زمانی که هر دو برای ناپولی بازی می‌کردند، با هم آشنا شدند. در سپتامبر ۲۰۲۳، این زوج اعلام کردند که در فوریه ۲۰۲۴ صاحب یک دختر خواهند شد.
او آشکارسازی کرده است که یک همجنسگرا است.